# Cour majour
La Cour majour (en béarnais : Cort Major) est une ancienne assemblée puis juridiction de la principauté de Béarn.

## Présentation
À partir de la fin du XIIIe siècle, la Cour de Béarn plénière prend le nom de Cour majour afin de se distinguer des cours inférieures de justice et de la nouvelle Cour des communautés. La Cour majour réunit les vassaux nobles du prince, elle exerce des pouvoirs judiciaires et possède des prérogatives politiques : recevoir le serment du vicomte à son avènement, décider de l'engagement du Béarn dans une guerre extérieure et présenter des griefs des sujets envers le prince. 
Mise de côté sous le règne de Gaston Fébus, elle fusionne le 8 décembre 1391 avec la Cour des communautés pour former les États de Béarn. Par la suite, Cour majour désigne la cour souveraine de Béarn, composée des douze principaux barons du pays. Cette instance apparaît au début du XIIIe siècle, d'abord sous le terme de « jurats de la Cour ».
Ayant cessé de se réunir dès 1490, Alain d'Albret, grand-père et curateur d'Henri II, roi de Navarre et seigneur de Béarn, lui substitua, en 1516, le conseil souverain de Béarn, auquel succéda, en 1620, le parlement de Navarre à Pau.

## Archives
Les archives de la Cour majour sont conservées aux Archives départementales des Pyrénées-Atlantiques.